# 2293 Guernica
2293 Guernica (1977 EH1) là một tiểu hành tinh vành đai chính được phát hiện ngày 13 tháng 3 năm 1977 bởi Chernykh, N. ở Nauchnyj.